# Bambi-Verleihung 1953
Die 6. Bambi-Verleihung fand am 27. Dezember 1953 im Passage Theater in Hamburg statt.

## Die Verleihung
1953 war die jährliche Umfrage der Zeitschrift, die nun Film-Revue hieß, so weit akzeptiert, dass nun fast 50.000 Leser abstimmten. Nach fünf Jahren, in denen die Gewinner aufgesucht werden mussten, wurde nun eine eigene Veranstaltung zur Verleihung organisiert, die am 27. Dezember 1953 in Hamburg stattfand. Die Verleihung war ein Erfolg, auch wenn die Hollywood Stars nicht anwesend waren. Gregory Peck, der sich gegen Jean Marais und Stewart Granger durchgesetzt hatte, erhielt seinen Bambi in Hollywood. Ingrid Bergman wurde in Rom geehrt. Sie hatte Esther Williams und Maureen O’Hara hinter sich gelassen.
Für ihre Bambis in den Kategorien Schauspieler national und Schauspielerin national wurden O. W. Fischer und Ruth Leuwerik gefeiert. Dazu kam Harald Braun, der in der Kategorie Bester Regisseur „von den Kritikern gewählt“ wurde. Maria Schell wurde laut Siegerliste ebenfalls in der Kategorie Schauspielerin national geehrt.

## Preisträger
Auf der Bambidatenbank aufbauend.

### Bester Regisseur
Harald Braun

### Geschäftlich erfolgreichster Film
Paul Klinger, Hans Stüwe und Sonja Ziemann für Am Brunnen vor dem Tore

### Künstlerisch wertvollster Film
Solange Du da bist

### Schauspieler International
Gregory Peck

### Schauspielerin International
Ingrid Bergman

### Schauspieler National
O. W. Fischer

### Schauspielerin National
Ruth Leuwerik

Maria Schell für Bis wir uns wiederseh’n